# Fârtățești (gmina)
Fârtățești – gmina w Rumunii, w okręgu Vâlcea. Obejmuje miejscowości Afânata, Becșani, Cățetu, Cuci, Dăncăi, Dejoi, Dozești, Fârtățești, Gârnicet, Giulești, Giuleștii de Sus, Măricești, Nisipi, Popești, Rusănești, Seciu, Stănculești, Șotani, Tanislavi i Valea Ursului. W 2011 roku liczyła 3976 mieszkańców.